# جاك بونسارج (مترو باريس)
جاك بونسارج (بالفرنسية: Jacques Bonsergent)‏ هي محطة مترو تابعة لمترو باريس تقع في فرنسا في الدائرة العاشرة في باريس.